# Hofmann-eliminatie
De hofmann-eliminatie is een organische eliminatiereactie waarbij een quaternair ammoniumzout een eliminatie tot een alkeen ondergaat. Doorgaans ontstaat hierbij het minst gesubstitueerde alkeen.
De reactie werd vernoemd naar haar ontdekker, August Wilhelm von Hofmann.

## Reactieprocedure
Doorgaans wordt er uitgegaan van een amine die gemethyleerd wordt met een reagens als methyljodide, tot er een quaternair amoniumjodide gevormd wordt. Het jodide-ion wordt vervolgens vervangen door een hydroxide, hetwelk de eliminatie via een E2-mechanisme uitvoert. Een analoge procedure kan ook worden uitgevoerd met een thiol, waarbij het hierbij gevormde sulfoniumzout geëlimineerd wordt.

## Selectiviteit
Het hoofdproduct van een hofmann-eliminatie bij een asymmetrisch amine is het minst gesubstitueerde alkeen. Dit in tegenstelling tot de meeste eliminatiereacties van bijvoorbeeld halogeenalkanen of alcoholen, waarbij het alkeen met de meeste alkylgroepen aan de dubbele binding wordt gevormd (de zogenaamde regel van Zajtsev). De verklaring hiervoor kan gevonden worden in de overgangstoestand van beide eliminatiereacties (zie onderstaande figuur).
Bij een zajtsev-eliminatie is de leaving group meestal een halogenide hetgeen een goede leaving group is. Het halide zal daarom min of meer gelijktijdig uitgestoten worden als dat de gebruikte base een proton onttrekt. De overgangstoestand van de reactie lijkt daarom op een alkeen, het meest gesubsitueerde alkeen is omwille van hyperconjugatie het meest stabiel en ook het laagst in energie. De energie van de overgangstoestand die leidt naar het meest gesubstitueerde alkeen is daarom ook het laagst, en de activeringsenergie van deze reactie is ook het laagst. Het meest gesubstitueerde alkeen wordt dus het snelst gevormd.
Bij een hofmann-eliminatie is een amine een veel slechtere leaving group, en deze zal daarom ook veel moeilijker uitgestoten worden. De base zal dus sneller een proton onttrekken dan dat het amine vertrekt, wat maakt dat overgangstoestand van de reactie meer lijkt op een carbanion. Een meer gesubstitueerd carbanion is minder stabiel omdat alkylgroepen elektronenstuwend zijn, en de negatieve lading vergroten. De overgangstoestand met het minst gesubstitueerde carbanion is dus het stabielst, en deze leidt tot het minst gesubstitueerde alkeen.
Vaak wordt de term "hofmann-eliminatie" om deze reden gebruikt voor alle eliminatiereacties die niet voldoen aan de regel van Zajtsev. Andere reacties die onder deze noemer vallen zijn onder andere eliminaties waarbij een sterk sterisch gehinderde base zoals kalium-tert-butoxide gebruikt wordt: hierbij is het eenvoudiger en sneller om een proton van een meer bereikbare plaats te onttrekken omdat deze minder sterisch gehinderd is. Algemeen wordt de term "hofmann-product" gebruikt voor het minst gesubstitueerde eliminatieproduct, en "zajtsev-product" voor het meest gesubstitueerde.

## Toepassingen
Bij de eerste synthese van cyclo-octatetraeen maakte Richard Willstätter gebruik van successieve hofmann-eliminaties.
Cyclo-octeen werd voor het eerst door Arthur C. Cope gesynthetiseerd beginnend bij N,N-dimethylcyclo-octaanamine en een hofmann-eliminatie.